# Диплатинастронций
Диплатинастронций — бинарное неорганическое соединение, интерметаллид
платины и стронция
с формулой SrPt2,
кристаллы.

## Получение
- Сплавление стехиометрических количеств чистых веществ:

{\displaystyle {\mathsf {2Pt+Sr\ {\xrightarrow {1000^{o}C}}\ SrPt_{2}}}}

## Физические свойства
Диплатинастронций образует кристаллы
кубической сингонии,
пространственная группа F d3m,
параметры ячейки a = 0,7777 нм, Z = 8,
структура типа димедьмагния MgCu2
.
Соединение образуется по перитектической реакции при температуре >1000 °С.
При температуре 0,7 К переходит в сверхпроводящее состояние.